# Tommaso Del Bene
Tommaso Del Bene C.R. (Maruggio, 1592 – 1673) è stato un filosofo, teologo e letterato italiano.
Nato a Maruggio nel 1592 da Lupo e da Perna Longo, entrò nell'ordine dei Teatini nel 1622 e fu professore di teologia. Lasciò importanti opere come l'Apologia del Tancredi e la Summa Theologica. Morì nel 1673.
A Maruggio, in sua memoria è stato intitolato l'istituto comprensivo e una via cittadina.

## Opere
- Apologia del Tancredi
- Summa Theologica
- De officio S. inquisitionis circa haeresim 1
- De immunitate, et iurisdictione ecclesiastica 2
- Theologiae moralis Tractatus 3

| Controllo di autorità | VIAF (EN) 9662155226735084490007 · ISNI (EN) 0000 0001 0917 9893 · SBN MILV163943 · BAV 495/203731 · CERL cnp01353401 · LCCN (EN) n87818057 · GND (DE) 1055122222 · BNF (FR) cb12567909t (data) · CONOR.SI (SL) 262994019 |